# Gerry Marsden
Pour les articles homonymes, voir Marsden.
Gerard Marsden, né le 24 septembre 1942 à Liverpool et mort le 3 janvier 2021, dans le Merseyside (région de Liverpool), est un musicien et homme de télévision anglais. Il a fait partie du groupe Gerry and the Pacemakers.

## Biographie
Il est connu pour avoir interprété la chanson You'll Never Walk Alone. Sa version est devenue l'hymne du club de football anglais le Liverpool FC.